# Вендеж (Пуховичский район)
Вендеж (бел. Вяндзе́ж) — деревня в Пуховичском районе Минской области Республики Беларусь. В составе Новосёлковского сельсовета.

## География
Расположена в 7 км на северо-запад от Марьиной Горки, 55 км от Минска.
Около деревни проходит железная дорога Минск — Осиповичи, расположен остановочный пункт Вендеж.

## История

### Ранняя история
В 1816 году фольварк в Игуменском уезде Минской губернии, собственность Ратынских.
В середине XIX века имение, собственность С. Быковского. После 1861 года в Новосёлковской волости Игуменского уезда. В 1889 году собственность православного дворянина Михаила Исаверьевича Здановича, было 885 десятин земли. Согласно переписи 1897 года была каменная часовня.

### Новейшее время
С конца февраля 1918 года территория оккупирована войсками Германской империи. 25 марта 1918 года согласно Третьей Уставной грамоте волость провозглашена частью Белорусской Народной Республики. В декабре 1918 года занята Красной Армией, с 1 января 1919 года в соответствии с постановлением I съезда КП(б) Беларуси она вошла в состав Советской Белоруссии, с 27 февраля 1919 года — в ЛитБел ССР. Во время польско-советской войны в августе 1919 — июле 1920 годов под оккупацией Польши (Минский округ ГУУЗ).
С 31 июля 1920 года в Белорусской ССР.
В 1940 году к Вендежу была присоединена деревня Вендежская Слобода.
Во Вторую мировую войну с конца июня 1941 года до начала июля 1944 года под оккупацией Германии.

## Население

### Численность
- 2019 год — 35 жителей

### Динамика
- 1897 год — 2 двора, 18 жителей
- 1917 год — 6 дворов, 47 жителей
- 1960 год — 166 жителей
- 1999 год — 39 жителей (перепись населения)
- 2002 год — 25 дворов, 35 жителей
- 2009 год — 24 жителей (перепись населения)[2]
- 2019 год — 35 жителей (перепись населения)

## Достопримечательность
- Хозяйственное здание усадебного двора (XIX в.).